# Elliot Knight
Elliot Knight (Birmingham, 10 luglio 1990) è un attore britannico.

## Biografia
Figlio di Stuart e Lorna, entrambi insegnanti, si laurea alla Manchester School of Theatre nel 2011. Ha il suo primo ruolo nella serie TV Sinbad. Negli USA, appare nella serie Le regole del delitto perfetto e interpreta Merlino nella serie TV C'era una volta. Nel 2016 entra nel cast regolare della serie American Gothic. Nel 2018 è invece il protagonista maschile della serie TV Life Sentence, cancellata però dopo una sola stagione.

## Filmografia

### Cinema
- Take Down, regia di Jim Gillespie (2016)
- Il colore venuto dallo spazio (Color Out of Space), regia di Richard Stanley (2019)
- Your Lucky Day, regia di Dan Brown (2023)

### Televisione
- Sinbad – serie TV, 12 episodi (2012)
- Law & Order: UK – serie TV, episodio 7x06 (2013)
- By Any Means, regia di Mark Everest – miniserie TV, 6 episodi (2013)
- Dangerous Liaisons, regia di Taylor Hackford – film TV (2014)
- Le regole del delitto perfetto (How to Get Away with Murder) – serie TV, episodi 1x03 e 1x11 (2014)
- C'era una volta (Once Upon a Time) – serie TV, 6 episodi (2015)
- The Advocate, regia di Michael M. Robin – film TV (2015)
- American Gothic – serie TV, 13 episodi (2016)
- No Tomorrow – serie TV, episodio 1x13 (2016)
- Life Sentence – serie TV, 13 episodi (2018)
- Titans - serie TV, 2 episodi (2018, 2021)

## Doppiatori italiani
Nelle versioni in italiano dei suoi lavori, Elliot Knight è stato doppiato da:
- Gianluca Cortesi in American Gothic, The Boys
- Francesco Venditti in Le regole del delitto perfetto
- Marco Giansante in C'era una volta
- Andrea Mete in Life Sentence
- Paolo Vivio in Titans
- Massimo Triggiani in Il colore venuto dallo spazio

Da doppiatore è stato sostituito da:
- Mattia Bressan in Call of Duty: Modern Warfare (2019), Call of Duty: Modern Warfare II, Call of Duty: Modern Warfare III